# Heino Schröder
Heino Schröder (* 6. Juli 1900 in Schwerin; † 8. April 2000 in Westerland) war ein deutscher Landrat im Kreis Flensburg-Land (1938–1941) und Gebietskommissar im Generalbezirk Estland.

## Leben
Heino Schröder studierte Jura in Göttingen. 1924 wurde er Regierungsassessor im Kommunaldezernat der Schleswiger Regierung. Am 1. Mai 1933 trat er in die NSDAP ein und wurde wenig später auch Mitglied der SA. Anfang Juni 1934 wurde er nach parteiinternen Querelen zum Geheimen Staatspolizeiamt nach Berlin versetzt. Nach wenigen Monaten wechselte er zum Regierungsrat befördert in die Kommunalaufsicht des Magdeburger Regierungspräsidiums, bevor er Ende 1936 zum Landrat des Kreises Zellerfeld berufen wurde. Ein gutes Jahr später, im Januar 1938, wurde Schröder Landrat des Kreises Flensburg-Land. Nach der deutschen Besetzung Dänemarks wurde Schröder für sieben Monate zur deutschen Botschaft nach Kopenhagen versetzt. Nach seiner Rückkehr nach Schleswig-Holstein ging er ins Reichskommissariat Ostland unter der Leitung des Oberpräsidenten und Gauleiters von Schleswig-Holstein, Hinrich Lohse. Schröder war von Dezember 1941 bis Oktober 1944 Gebietskommissar für das Kreisgebiet Arensberg (Estland), ab 1944 war er auch SS-Obersturmführer. 
Ende 1944 kehrte Schröder auf seinen Landratsposten nach Flensburg zurück, wurde jedoch im Februar 1945 erneut nach Kopenhagen versetzt als Bevollmächtigter des Reiches für die Organisation der Flüchtlingstransporte.
Nach dem Ende des Zweiten Weltkrieges wurde er verhaftet und noch im Mai 1945 im Internierungslager Neuengamme inhaftiert. Vor einem Spruchgericht wurde er zunächst freigesprochen, im Entnazifizierungsverfahren dann als „Mitläufer“ eingestuft.
Nach 1950 kehrte Schröder in den Dienst des Landes Schleswig-Holstein zurück, wo er Ministerialrat bei der Landesrechnungskammer in Schleswig wurde.

## Veröffentlichungen
- 75 Jahre deutsches Helgoland: die Verwaltung Helgolands in Vergangenheit und Gegenwart. In: Deutsches Verwaltungsblatt (DVBL), Bd. 80 (1965), 13, S. 493–504.
- 100 Jahre Kreise in Schleswig-Holstein: ein Abschnitt deutscher Verwaltungsgeschichte. In: 100 Jahre Kreise in Schleswig-Holstein. Wachholtz, Neumünster 1967, S. 11–81.